# Calliopsis personata
Calliopsis personata är en biart som beskrevs av Cockerell 1897. Calliopsis personata ingår i släktet Calliopsis och familjen grävbin. Inga underarter finns listade.